# Quella carogna di Frank Mitraglia
Quella carogna di Frank Mitraglia (À tout casser) è un film del 1968 diretto da John Berry.